# Lena Horne
Lena Mary Calhoun Horne (30. června 1917 New York City – 9. května 2010 tamtéž) byla americká zpěvačka, herečka a sexsymbol čtyřicátých let 20. století.

## Život

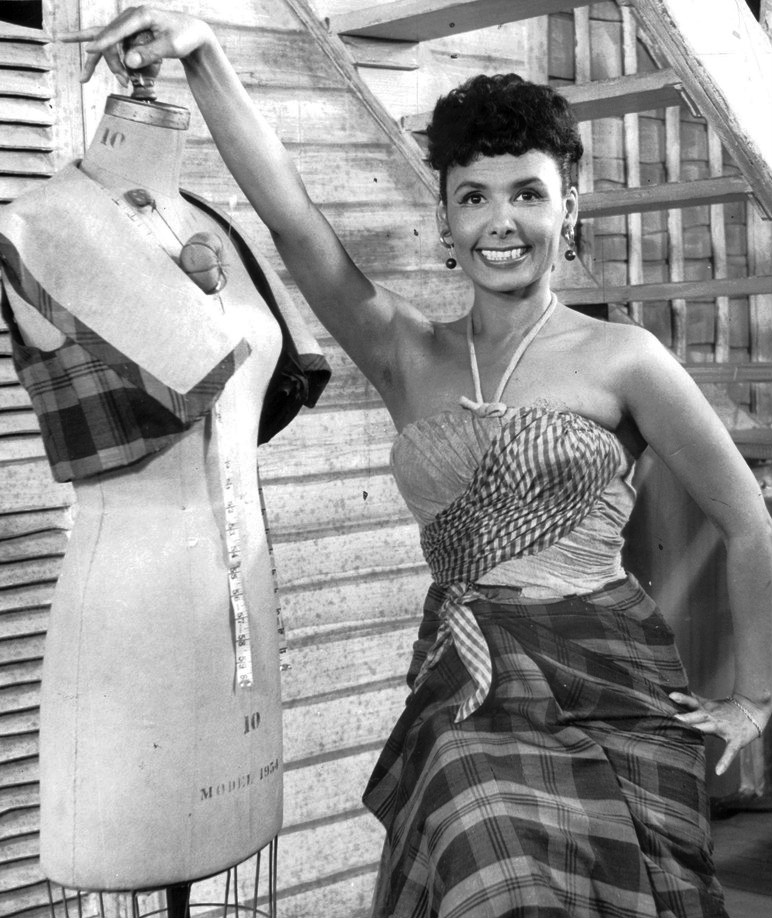
Lena Horne v roce 1961

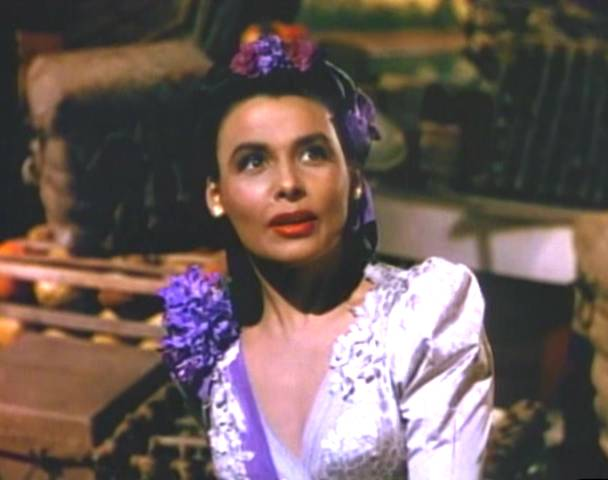
Lena Horne ve filmu Till the Clouds Rolly by (1946)

Narodila se 30. června 1917 v Brooklynu do rasově velmi smíšené rodiny. Měla Afroamerické, Indiánské, Evropské i Asijské předky a patřila do vyšší vrstvy vzdělaných míšenců. Její otec byl majitelem hotelu a restaurace, ale když byly Leně 3 roky, odstěhoval se od rodiny do Pensylvánie. Nadále tedy žila pouze se svou matkou – herečkou Ednou Louise Scottronovou, který vystupovala s černošským divadelním souborem. Lenu však vychovávali spíše její prarodiče Cara Calhounová, která pocházela ze Senegalu a Edwin Horne. Nějakou dobu žila také u svého strýce Franka Horneho, který byl poradcem prezidenta Franklina D. Roosevelta.
Již ve svých 14 letech debutovala jako sboristka v Cotton Clubu v Harlemu, kde vystupoval mj. i Louis Armstrong. Během 30. let zpívala v mnoha různých big bandech (nejdéle u Noble Sissela) a v roce 1938 se začala více soutředit i na herectví. Po mnoha výstupech v několika filmech (např. Chata na nebesích (1943), Bouřlivé počasí (1943) nebo Smrt pistolníka (1969)) jí nabídli i roli v muzikálu Show Boat (1951), kvůli barvě pleti ji však svěřili její kamarádce a slavné herečce Avě Gardner.
Právě kvůli tomu se nikdy v žádném filmu neobjevila v hlavní roli, ale stala se první afroamerickou herečkou, se kterou studio Metro-Goldwyn-Mayer podepsalo dlouhodobou smlouvu.
Kromě filmů účinkovala také na Broadwayi a pracovala pro rádio i televizi.
Po celý život se věnovala zpěvu a byla osmkrát nominována na cenu Grammy, z toho čtyřikrát cenu získala. Získala i řadu dalších cen, mezi které patří mj. Tony Award.
Lena Horne zemřela 9. května 2010 ve věku 92 let.

## Filmografie
- 1938 The Duke Is Tops (režie William L. Nolte, Ralph Cooper)
- 1942 Panama Hattie (režie Norman Z. McLeod, Vincente Minnelli, Roy Del Ruth)
- 1943 Thousand Cheer (režie George Sidney)
- 1943 Swing Fever (režie Tim Whelan)
- 1943 I Dood It (režie Vincente Minnelli)
- 1943 Chata na nebesích (režie Busby Berkeley, Vincente Minnelli)
- 1943 Bouřlivé počasí (režie Andrew L. Stone)
- 1944 Dvě děvčátka a námořník (režie Richard Thorpe)
- 1944 Broadway Rhythm (režie Roy Del Ruth)
- 1945 Ziegfeldův kabaret (režie 6 různých)
- 1946 Till the Clouds Roll by (režie Richard Whorf, George Sidney, Vincente Minnelli)
- 1946 Mantan Messes Up (režie Sam Newfield)
- 1948 Words and Music (režie Norman Taurog)
- 1950 Duchess of Idaho (režie Robert Z. Leonard)
- 1955 A.N.T.A. Album of 1955 (režie Barry Shear)
- 1956 Meet Me in Las Vegas (režie Roy Rowland)
- 1969 Smrt pistolníka (režie Don Siegel, Robert Totten, Alan Smithee)
- 1978 Čaroděj (režie Sidney Lumet)

## Diskografie

### Alba
- 1942 Moanin' Low (RCA Victor)
- 1947 Classics in Blue (Black & White)
- 1953 Lena Horne Sings (Tops)
- 1955 It's Love (RCA Victor)
- 1956 Lena Horne (Tops)
- 1957 Jamaica with Ricardo Montalban (RCA Victor)
- 1957 Stormy Weather (RCA Victor)
- 1957 Lena Horne at the Waldorf Astoria (RCA Victor)
- 1957 Lena and Ivie with Ivie Anderson (Jazztone)
- 1958 I Feel So Smoochie (Lion)
- 1958 Give the Lady What She Wants (RCA Victor)
- 1959 Songs by Burke and Van Heusen (RCA Victor)
- 1959 Porgy & Bess with Harry Belafonte (RCA Victor)
- 1961 Lena Horne at the Sands (RCA Victor)
- 1962 L' inimitable Lena Horne with Phil Moore (Explosive)
- 1962 Lena...Lovely and Alive (RCA Victor)
- 1962 Lena on the Blue Side (RCA Victor)
- 1962 Fabulous! (Baronet)
- 1963 Here's Lena Now! (20th Century Fox)
- 1963 Swinging Lena Horne (Coronet)
- 1963 Lena Horne Sings Your Requests (MGM)
- 1963 Lena Like Latin (CRC Charter)
- 1963 Gloria Lynne & Lena Horne (Coronet)
- 1963 The Incomparable Lena Horne (Tops)
- 1965 Feelin' Good (United Artists)
- 1966 Merry from Lena (United Artists)
- 1966 Soul (United Artists)
- 1966 Lena in Hollywood (United Artists)
- 1966 The Horne of Plenty (World Record Club)
- 1967 Dinah Washington: A Memorial Tribute with Ray Charles, Sarah Vaughan (Coronet)
- 1967 My Name Is Lena (United Artists)
- 1970 Lena & Gabor with Gábor Szabó (Skye)
- 1970 Harry & Lena with Harry Belafonte (RCA)
- 1971 Nature's Baby (Buddah)
- 1971 Lena (Ember)
- 1975 Lena & Michel with Michel Legrand (RCA Victor)
- 1976 Lena: A New Album (RCA)
- 1977 The Exciting Lena Horne (Springboard)
- 1979 Love from Lena (Koala)
- 1981 Lena Horne: The Lady and Her Music (Qwest)
- 1981 A Date with Lena Horne 1944 (Sunbeam)
- 1982 The One & Only (Polydor)
- 1982 Standing Room Only (Accord)
- 1988 The Men in My Life (Three Cherries)
- 1990 Lena (Prestige)
- 1994 We'll Be Together Again (Blue Note)
- 1995 An Evening with Lena Horne (Blue Note)
- 1996 Cabin in the Sky (TCM)
- 1997 Wonderful Lena (Sovereign)
- 1998 Being Myself (Blue Note)
- 1999 The Complete Black and White Recordings (Simitar)
- 2001 The Classic Lena Horne (RCA)
- 2002 Stormy Weather (Bluebird)
- 2006 Seasons of a Life (Blue Note)

### Singly
- 1943 Stormy Weather
- 1945 One for My Baby (and One More for the Road)
- 1948 Deed I Do
- 1955 Love Me or Leave Me
- 1963 Now!
- 1970 Watch What Happens (with Gabor Szabo)